# Päskari
Päskari är en ö i Finland. Den ligger i Bottenhavet och i kommunen Euraåminne i den ekonomiska regionen  Raumo ekonomiska region i landskapet Satakunta, i den sydvästra delen av landet. Ön ligger omkring 34 kilometer sydväst om Björneborg och omkring 220 kilometer nordväst om Helsingfors.
Öns area är 2,9 hektar och dess största längd är 300 meter i sydöst-nordvästlig riktning. I omgivningarna runt Päskari växer i huvudsak barrskog.